# Dale Keown
Dale Keown  est un scénariste et dessinateur de comics canadien né en 1962.

## Biographie
Dale Keown naît en 1962 au Canada. de 1986 à 1989, il travaille pour l'éditeur canadien Aircel. Il travaille ensuite pour Marvel Comics sur la série The Incredible Hulk du numéro 367 à 398, sur des scénarios de Peter David. En 1993, peu après la création d'Image Comics, il rejoint ce nouvel éditeur pour y créer le personnage de Pitt. Il crée dans le même temps le studio Full Bleed. Il reste sur cette série jusqu'en 1999. Entre-temps, il réalise un crossover mettant en présence Hulk et The Pitt en 1997. Depuis il travaille alternativement pour Marvel(Hulk: The End avec Peter David en 2002), DC Comics (Superman en 2000) ou Top Cow, le studio dirigé par Marc Silvestri et publié par Image (The Darkness / Pitt avec Paul Jenkins).

## Prix et récompenses
- 1992 :  Prix Eisner du meilleur auteur pour Hulk (avec Peter David)
- 2019 : Inscription au temple de la renommée de la bande dessinée canadienne, pour l'ensemble de son œuvre

## Œuvres
- Hulk
- Red Hulk
- The Darkness
- Wolverine
- Berserker, (Top Cow)
- Pitt